# Lício Velloso
Lício Augusto Velloso (Belo Horizonte, 12 de junho de 1963) é um médico e cientista brasileiro que estuda mecanismos moleculares e celulares que participam da gênese da obesidade e da diabetes mellitus.
Ele é membro titular da Academia Brasileira de Ciências desde maio de 2014.

## Biografia
Lício Augusto se graduou como médico pela Faculdade de Ciências Médicas da Universidade Estadual de Campinas (FCM/UNICAMP) em 1986, tendo se especializado em cirurgia pela mesma universidade em 1989.
No ano seguinte, ele se mudou para a Suécia em virtude de seu ingresso no doutorado em medicina na Universidade de Uppsala, em que ele desenvolveu pesquisa sob a orientação do professor Anders Karlsson que resultou na tese de doutoramento denominada "Glutamate decarboxilase as an autoantigen in type 1 diabetes mellitus".
Após obter o título de doutor (PhD) na referida universidade sueca, ele ingressou em um estágio de pós-doutoramento na UNICAMP sob supervisão do professor Mario José Abdalla Saad, com bolsa pelo CNPq entre os anos de 1994 a 1997, sendo que durante o ano de 1995, ele exerceu uma outra investigação de pós-doutorado no Joslin Diabetes Center da Universidade Harvard sob supervisão do professor Ron Kahn.
Lício Augusto Velloso é um dos pesquisadores mais conceituados do Brasil na pesquisa médica sobre obesidade, sendo Coordenador do Laboratório de Sinalização Celular da UNICAMP, onde ele com sua equipe de cientistas estuda os mecanismos moleculares e celulares que levam ao aparecimento da obesidade e do diabetes.
Ele é Professor Titular do Departamento de Clínica Médica da UNICAMP, Membro Titular da Academia Brasileira de Ciências (ABC) e também da Academia de Ciências do Estado de São Paulo.

## Contribuição para o campo científico

### Patentes
Além de ter produzido diversos artigos e orientado pesquisas de mestrado e doutorado na UNICAMP, Lício Augusto Velloso desenvolveu 3 patentes científicas:
- C10602397: [A61K] COMPOSIÇÕES FARMACÊUTICAS PARA O TRATAMENTO DAS DOENÇAS GORDUROSAS DO FÍGADO, OBESIDADE E DEMAIS DOENÇAS ASSOCIADAS À SÍNDROME METABÓLICA E MÉTODOS DE TRATAMENTO UTILIZANDO-SE AS REFERIDAS COMPOSIÇÕES.
- PI0401186: [A61K] FORMULAÇÃO DE MEDICAMENTO NA FORMA DE COLÍRIO DE INSULINA PARA OLHO SECO.
- PI0500959: [C12N] USO FARMACOLÓGICO DE INIBIDOR DA EXPRESSÃO DA PROTEÍNA COATIVADOR 1 ALFA DO RECEPTOR ATIVADO POR PROLIFERADOR DO PEROXISOMA (PGC-1(alfa)) PARA O TRATAMENTO DE DIABETES MELLITUS, RESISTÊNCIA À INSULINA E SÍNDROME METABÓLICA, SEU COMPOSTO E SUA COMPOSIÇÃO FARMACÊUTICOS.

### Principais descobertas
A equipe de Lício Velloso produziu as seguintes descobertas:
- Demonstração de que a ingestão de dietas ricas em gorduras saturadas promove danos ao hipotálamo – região do cérebro que controla a fome. Tais danos são decorrentes da ativação de uma resposta inflamatória. A persistência desta inflamação pode levar à morte de neurônios, dificultando ainda mais o tratamento desta doença;
- Desenvolvimento de métodos para estudar a função do hipotálamo em pacientes humanos, o que tem ajudado a criar paralelos entre a doença em modelos experimentais e em humanos.

## Principais obras

### Artigos
- "Definition of in situ hypothalamic inflammation as an important mechanism involved in the hypothalamic dysfunction in obesity". Endocrinology 146: 4192, 2005. (citações: 1.105)
- "Identification of TLR4 as a triggering mechanism for hypothalamic inflammation in obesity". J Neurosci 29: 359, 2009. (citações: 1.007)
- "Demonstration of molecular crosstalk between insulin and angiotensin II signaling pathways". PNAS 93: 12490, 1996. (citações: 473)
- "Demonstration of neuronal apoptosis in the hypothalamus of animal models of obesity". PLoS One  4: e5045, 2009. (citações: 426)

## Prêmios
Entre os prêmios recebidos estão o Grande Prêmio Capes de Tese Carl Peter von Dietrich em 2006, como orientador da tese "Co-Ativador-1 do Receptor Ativado por Proliferador do Peroxissoma (PGC-1): um co-ativador de transcrição gênica envolvido com o controle da secreção e ação periférica da insulina" produzida por Claudio Teodoro de Souza, na época doutorando na UNICAMP.